# Пам'ять (Пікар)
Пам'ять (Remembrance); також «Згадування» і «Спогади» — перший епізод першого сезону американського телевізійного серіалу «Зоряний шлях: Пікар». Сценарій епізоду написали Аківа Голдсман, Джеймс Дафф, режисування Ганель Калпеппер. Перший показ відбувся 23 січня 2020 року.

## Зміст
Капітан Пікар плине рікою споминів. Він згадує гру в карти з Дейтою на борту космічного корабля. Коли він прокидається у своєму шато — його радо вітає пес, пойменований на честь Номер Один.
В передмісті Бостона дівчина Дадж зустрічається із своїм хлопцем. Несподівано з'яіляються вбивці та нападають на Дадж і вбивають її партнера. Це викликає щось у Дадж, і вона може ліквідувати вбивць. Дадж переживає видіння Пікара. Пікара його працівники жартома випроваджують на прес-конференцію.
В інтерв'ю адмірал Зоряного флоту у відставці Жан-Люк Пікар розповідає, що пішов на цей крок в знак протесту. Це відбулося після того, як Зоряний флот відмовився від планів порятунку громадян Ромула перед вибухом наднової зірки, і на рятувальний флот напали повсталі синтети. Зоряний флот заборонив створення синтетики після нападу. Операцію по порятунку ромуланців Пікар порівнює із Дюнкерком.
Побачивши його інтерв'ю, Дадж шукає Жана-Люка. Дівчина знаходить адмірала і розказує про пережиту пригоду. Пес при цьому лежить спокійно і не бачить в дівчині загрози. Ларіс відводить гостю до її кімнати на ніч.
Пікар бачить послідовність снів, у якій його багатолітній товариш Дейта намагається закінчити картину молодої жінки. Пікар відвідує своє сховище в архіві Зоряного флоту, щоб побачити оригінал, який Дейта подарував йому під час їхньої зустрічі. Жан-Люк знаходить картину, на якій зображена фігура, схожа на Дадж. Картину під назвою «Дочка» подарував Пікару андроїд, колишній капітан-лейтенант Дейта.
Після того, як Дадж знову вистежує Жана-Люка (за наказом своєї «матері»), Пікар пояснює свою віру в те, що вона якимось чином є нащадком Дейти, і обіцяє допомогти. В цей час прибуває більше найманців; розбивши шолом на одному з них, Дадж виявляє, що вони ромуланці. Вбивці мають на озброєнні бластери й самовбивчі пристрої; вони атакують Пікара та Дадж, й дівчина гине. Пікар зазнає травми від вибуху. Жан-Люк зустрічається з докторкою Агнес Джураті в Інституті Дейстрома на Окінаві.
Джураті, провідний кібернетик планети, пояснює, що її завербував доктор Брюс Меддокс, який реалізував свою мрію про штучне життя опісля єдиної появи, але пішов у відставку після нападу на Марс. Вона показує Пікару останки Б-4, який був розібраний після того, як спроби Дейти використати його не вдалися. Джураті пояснює, що без нейронних мереж Сінгха (не таких як у раннього прототипа на кшталт B-4), справжній штучний інтелект залишився за межами осягнення науки. Агнес пояснює, що Дадж може бути дочкою Дейти завдяки експериментальній процедурі, відомій як фрактальне нейронне клонування, внаслідок якої утворюються андроїди-близнюки з органічними тілами.
Тим часом близнючка Дадж, Соджі Аша, працює в кубі боргів, який повернули ромуланські біженці — у бета-квадранті. Ромуланець Нарек вітає доктора Соджі Ашу, сестру-близнючку Дадж, яка працює над найбільшим ромуланським науковим проєктом у історії: покинутим кубом Борга.
Я не хочу щоб гра закінчувалася

## Створення
Музичну тему до серіалу написав Джефф Руссо

## Сприйняття та відгуки
В огляді «StarTrek.com» зазначалося: «Можна з упевненістю сказати, що „Зоряний шлях: Пікар“ — один із найочікуваніших серіалів 2020 року. І ось нарешті вийшла перша серія. Треба було виконати величезну роботу: ми познайомилися з двома десятиліттями історії, а також побачили переконливий і емоційно захоплюючий сюжет, та познайомилися з новими персонажами. На щастя, сюжет перевершив усі непереконливі моменти.»
«Den of Geek»: «Це так освіжаюче — бачити історію, яка настільки глибоко зосереджена на літньому чоловікові. Така дивовижа у нашій традиційній культурі. Патрік Стюарт — міжгалактичний скарб. Будь капітаном, якого вони пам'ятають. Пікару це вдається? Поки що так. Але він не просто капітан, якого ми пам'ятаємо. Яким він міг бути? І чому нам буде цікаво знову зустрітися з тим капітаном? Світ змінився, і ми повинні змінитися. Жан-Люк не хоче, щоб гра закінчувалася, і ми теж. На щастя, це не обов'язково. Ще ні.»
«Tor.com»: «„Пам'ять“ — це хороший пілот, усе гарно налаштовано. І більшість проблем, які були зі сприйняттям серії, можна легко вирішити в наступних епізодах. Завжди приємно спостерігати за роботою Стюарта, особливо в одній із його знакових ролей,. Тут було достатньо розказано, аби справді захотіти дізнатися, що буде далі.»
«TV Tropes» здійснює детальний розбір аналогій, неспівпадінь та недоречностей епізоду.
«TrekMovie.com»: «„Зоряний шлях: Пікар“ має вдалий старт. Необхідно було передати багато інформації в першому епізоді, і є моменти, коли це виходило трохи незграбно. Але це ефективно; дуже важливо якнайшвидше проникнути в суть оповіді».
«IGN»: «Наш улюблений капітан — і не помиляйтеся — це справді він, Стюарт миттєво знаходить свого внутрішнього Жана-Люка на прем'єрі. Незважаючи на майже 20 років, відколи він його востаннє грав — струснувся зі сну самовигнання, коли в його житті з'являється таємнича Дадж, яка тікає, налякана і відчайдушно потребуюча допомоги».
На сайті «IMDb» станом на липень 2023 року епізод отримав 8.2 з 10 зірок схвалення при 7700 голосах.

## Знімались
| Актор           | Роль          |
| --------------- | ------------- |
| Патрік Стюарт   | Жан-Люк Пікар |
| Елісон Пілл     | Агнес Джураті |
| Іза Бріонес     | Дадж          |
| Гаррі Тредевей  | Нарек         |
| Брент Спайнер   | Дейта         |
| Орла Брейді     | Ларіс         |
| Девід Карзел    | товариш Дадж  |
| Меррін Дангі    | інтерв'юерка  |
| Джеймі Мак-Шейн | Жабан         |
| Сумалі Монтано  | мати          |
| Майя Ешет       | Індекс        |
| Дуглас Тейт     | Теларит       |